# Peter Gänsler
Peter Gänsler (* 5. März 1963 in Rottweil) ist ein ehemaliger deutscher Radrennfahrer.

## Sportliche Laufbahn
Gänsler war im Straßenradsport aktiv. Er bestritt für die Nationalmannschaft einige Etappenrennen, so 1984 und 1987 den Grand Prix Guillaume Tell, die Internationale Friedensfahrt 1987, die er als 26. beendete und 1988 die Jugoslawien-Rundfahrt.
1985 wurde er mit seinem Verein Sportvereinigung Feuerbach 1883 Dritter der Deutschen Meisterschaft im Mannschaftszeitfahren. 1986 wurde er beim Sieg von Remig Stumpf Dritter bei Rund um Köln. 1988 holte er einen Etappensieg in der Tour de Guadeloupe und in der Jugoslawien-Rundfahrt. 1982 wurde er 28. im Einzelrennen der UCI-Straßen-Weltmeisterschaften der Amateure. 1985 kam er auf den 38. Rang.
1989 wurde Gänsler Berufsfahrer im Radsportteam Superconfex-Yoko-Opel, in dem auch Rolf Gölz fuhr. Als Radprofi gewann er einige Kriterien und 1991 die Gesamtwertung der Coca-Cola-Trophy vor Christian Henn. 1989 wurde er Dritter in der Profimeisterschaft im Straßenrennen. 1991 bestritt er die Tour de Suisse und wurde 68. der Gesamtwertung. 1989 schied er im Profirennen der UCI-Straßen-Weltmeisterschaften aus.